# 国民及び職員からの意見聴取
国民及び職員からの意見聴取（こくみんおよびしょくいんからのいけんちょうしゅ、通称ハトミミ）は、2009年11月30日付行政刷新会議決定、そして「国民及び職員からの意見聴取について」（2009年12月1日閣議決定）にもとづき、広く国民及び職員から、国の行政の無駄、非効率、不透明な取り決め等を聴取する目的で内閣府に設置された窓口。「国民の声」と「職員の声」の2つがあり、「国民の声」は行政サービスに接している国民の目線での指摘を幅広く受け付ける目的で、「職員の声」は行政サービスを提供している職員の提案を受け付ける目的でそれぞれ設置された。

## 基本的な考え方
- 行政刷新の目的である「国民と行政の新たな関係作り」を実現し、真に透明、公正かつ効率的な行政の第一歩とする
- そのため、行政サービスに接している国民の目線での指摘を幅広く受け付けるとともに、行政サービスを提供している職員の提案を受け付ける
- 「職員の声」で指摘を行った職員[3]に対し、降格処分、懲戒処分その他の不利益な取扱い（任用上の不利益な取扱いも含む。)を行わないものとする

## 方法
国民または職員（国の行政事務に携わる者）の意見をインターネット（HP）または郵送において募集する。開始時期は、国民の意見が2010年1月18日、職員の意見が2009年12月2日。

## 聴取項目

### 「国民の声」
- 真に国民のために取り組むべき課題や政策の提案
- 身近な国のムダ（国の予算（事務・事業）及び組織の無駄根絶・効率化につながる提案・指摘）
- おかしなルール（国の規制・制度の改善につながる提案）
- 民間開放すべき事業（公共サービス改革（市場化テスト）につながる提案）

### 「職員の声」
- 真に国民のために取り組むべき課題や政策の提案
- 国の行政（事務・事業、組織、業務方法、慣行等）に関して無駄、非効率、不公正、不合理、不透明、違法と思われることの指摘[4]
- これまでに行った業務のうち、やりがいを感じたこと
- 行政内部の密約や府省間の覚書等不透明な取り決めに関することの指摘

## 意見の活用方法
- 受け付けた意見は必要に応じ、各府省の政務三役に報告する。
- 受け付けた意見の重要性に応じ、政務三役等が現地視察、ヒアリング等を行う。
- 調査審議の結果を踏まえ、重要案件については、行政刷新会議、関係閣僚委員会等において対処方針を決定し、実現を図る。

なお『ハトミミ「職員の声」の活用状況』では、「すべての意見は内閣府政務三役（行政刷新担当）に報告。その後、関係省庁に調査・審査を依頼、又は参考意見として提供、その他事業仕分けや公務員制度改革、内部業務改革で活用する」、と説明している。

## 受付結果
第１回集中受付月間（2010年1月18日～2月17日受付）で受付られた国民の声は約4800件であった。予算・編成に関わる意見が21%の約1000件、規制・制度に関わる意見が79%の約3800件であった。
また2010年1月31日までに受け付けられた職員の声は約700件であった。予算年度内使い切りや、寄附金口座の創設などの意見が公開された。
2010年6月15日行政刷新会議にて、第1回集中受付の国民の声、職員の声の対処状況が発表された。国民の声から抽出した126項目の内、52項目が実施済み・実施予定であり、残り74項目が各府省で検討されている。職員の声では業務改善を求める意見が最も多くあった。紙の過度の使用や、「国会待機」により深夜までの残業とそれによるタクシー使用増加、物品は耐用年数を遵守せねばならず故障した場合どれだけ高くても修理して使用することが求められる、などの非効率が指摘された。また、所属する職場の慣行・職務を定める制度を変革したいという思いを持つ職員が多数いるが、日常業務の忙しさから改善するという行動までには至っていない、あるいは時代に合った行政運営を行うためには法律の改正が必要となるが、それには労力を要するため、やむなく現行の法律に従っている、あるいは組織を改革あるいは廃止しようとしても、設置法等の法律の縛りがあり、職員から自発的にそれらをしようとしても容易ではない、といった問題が指摘されている。その他、不用財産売払を推進するためオークション導入の検討、寄附金口座の創設、米穀輸出届の緩和の検討などの対応が示された。

## 政策グランプリ〜大臣ダイレクト〜
2010年3月5日から3月23日にかけて行政刷新会議は国家公務員と独立行政法人の職員を対象に国民のための政策の募集をおこなった。省庁の縦割りや役所における年次などの慣習をこえるかたちで、現場や専門知識を有する官僚から、それぞれの知識や経験、情報にもとづいた提案を募集し、それを政治が判断するという政治主導のかたちでよい提案をすすめていくというものである。
募集の結果、232件の応募があり、行政刷新担当政務三役が優秀な提案5件の選抜を行った。提案者が直接、公開の場で行政刷新担当政務三役及び国家戦略担当大臣に対してプレゼンテーションを行い、グランプリを決定する。提案の活用方法は、優秀な提案5件や、それ以外の参考となる提案を各省庁にて検討してもらうとしている。
なお、官僚の政策提案はすべて公開すべきだという声がみんなの党や報道関係者から上がったが、枝野幸男行政刷新担当大臣は提案募集時に公開するとは説明していない、ということを理由に拒否をしている。

## 聴取方法に対する批判
国民からの聴取方法として、「ハトミミ.com」というドメインを取得し、2010年1月にホームページを立ち上げる予定だったが、同ドメインを取得せずに告知したために政府と無関係な人物が取得し、政府に対する意見を公募する第三者のホームページが開設された。ドメイン取得せずに告知した政府の対応に対しインターネット上で批判が出ている。
そもそも、日本の政府機関のドメインは、なりすましをふせぐために、内閣官房情報セキュリティセンター(NISC)がつくった「政府機関の情報セキュリティ対策のための統一基準」によって.go.jpドメインでなければならないときめられている。